# Calvario Buenavista
Calvario Buenavista är en ort i kommunen San Felipe del Progreso i delstaten Mexiko i Mexiko. Samhället hade 2 389 invånare vid folkräkningen 2020.